# Andrea Ranocchia
Andrea Ranocchia (ur. 16 lutego 1988 w Asyżu) – włoski piłkarz występujący na pozycji obrońcy we włoskim klubie Inter Mediolan oraz w reprezentacji Włoch.

## Kariera klubowa
Andrea Ranocchia zawodową karierę rozpoczynał w Perugii, której jest wychowankiem. Na początku występował jako gracz środka pola, a nie obrońca. W 2004 po bankructwie Perugii przeniósł się do grającego Arezzo, w którym to miał okazję występować pierwotnie w zespołach juniorskich, by po jakimś czasie wylądować w zespole Primavery, a niedługo potem w pierwszym zespole. W pierwszym sezonie w 2006/2007 rozegrał 24 mecze w Serie B, ale wraz z klubem spadł do trzeciej ligi. W sezonie 2007/2008 piłkarz był podstawowym obrońcą swojego zespołu i wystąpił w 32 ligowych pojedynkach. W barwach Arezzo zagrał w 56 meczach i zdobył jedną bramkę.

### Bari
W 2008 Ranocchia podpisał kontrakt z grającą w Serie A Genoą, która nabyła połowę praw do niego za 1,55 mln euro, jednak działacze klubu jeszcze przed rozpoczęciem rozgrywek wypożyczyli go do Bari. Spotkał tam dawnego trenera z Arezzo – Antonio Conte. W barwach nowej drużyny zawodnik zadebiutował 22 listopada podczas zremisowanego 1:1 meczu z Rimini. 23 maja 2009 strzelił natomiast pierwszego gola dla Bari, a jego zespół przegrał 2:3 z Salernitaną. W sezonie 2008/2009 Ranocchia wystąpił w 17 spotkaniach Serie B, w tym 10 w wyjściowym składzie. Razem z Bari zajął pierwsze miejsce w tabeli drugiej ligi i awansował do Serie A. 26 lipca 2009 r. Genoa wykupiła resztę jego karty zawodniczej za 2,45 mln euro. W pierwszej lidze zadebiutował 23 sierpnia w zremisowanym 1:1 pojedynku z Interem Mediolan. Od początku sezonu grał w podstawowym składzie beniaminka Serie A i tworzył duet środkowych obrońców z Leonardo Bonuccim. 18 października 2009 zdobył gola w meczu z Chievo Werona. Osiągnięcie to powtórzył w starciu z SSC Napoli. 10 stycznia 2010 podczas meczu z Fiorentiną naderwał więzadła krzyżowe w prawym kolanie i do końca sezonu nie powrócił już na boisko. Dla Bari zagrał w 34 spotkaniach i strzelił 3 gole.

### Genoa
Latem 2010 Żaba powrócił do Genoi, a o jego transfer zabiegali wciąż działacze, zwłaszcza wobec długotrwałej kontuzji Waltera Samuela Interu Mediolan. W zespole Grifone zadebiutował w spotkaniu z Udinese Calcio 28 sierpnia 2010 r. Ranocchia partnerował zazwyczaj w obronie Dario Dainelliemu i Domenico Criscito. 20 lipca 2010 r. w wyniku zawartego w czerwcu porozumienia Inter nabył za 6,5 mln euro i wypożyczenie Matti Destro z opcją współwłasności, połowę praw do Andrei. Włoch podpisał 5-letnią umowę z Interem, jednak pozostał w Genoi na zasadzie wypożyczenia. 14 listopada strzelił jedynego gola dla Rossoblu w meczu z Cagliari Calcio. 5 grudnia 2011 zdobył drugą bramkę w starciu z US Lecce. Ogółem dla Genuy zagrał w 16 spotkaniach i strzelił 2 gole.

### Inter Mediolan

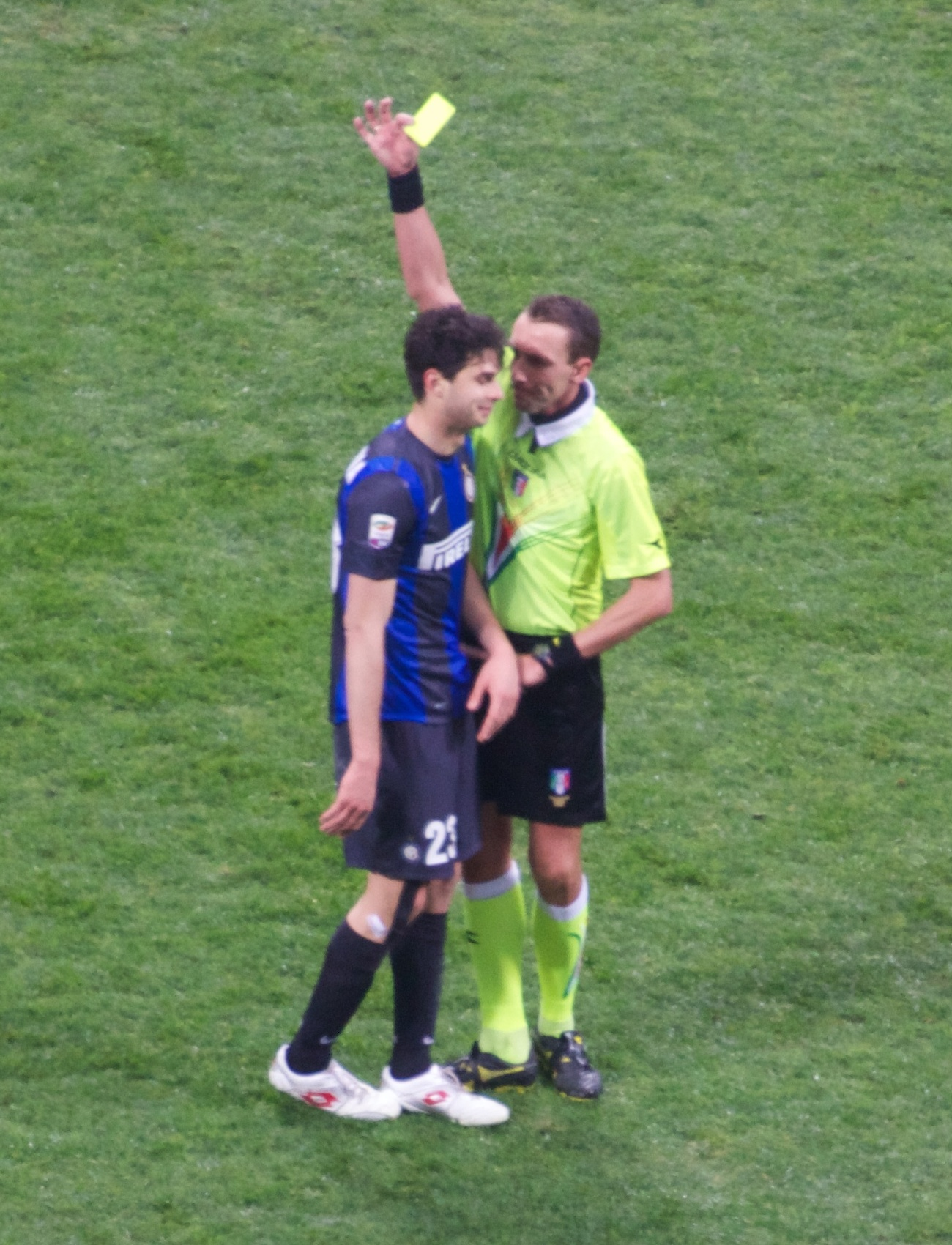
Ranocchia ukarany żółtą kartką podczas spotkania derbowego z Milanem

27 grudnia 2010 r. Mediolańczycy wykupili połowę jego karty w cenie 12,5 mln euro. 3 stycznia 2011 roku obrońca podpisał kontrakt z Interem do 30 czerwca 2015 roku. 9 stycznia 2011 r. zadebiutował w barwach Nerazzurrich w meczu z Catanią (2:1). 19 lutego 2011 r. jego pierwsza bramka dla Interu dała Mediolańczykom zwycięstwo 1:0 z Cagliari Calcio. 23 lutego 2011 zadebiutował w europejskich pucharach w meczu z Bayernem. 24 września został ukarany czerwoną kartką w spotkaniu z FC Bologna. 18 grudnia 2011 jego bramka dała zwycięstwo Nerazzurrim w meczu z Ceseną. Sezon 2011/12 dla Ranocchii, jak i dla całego Interu był nieudany. W lipcu, sierpniu i październiku 2012 r., a także w lutym 2013 r. został przesłuchany przez prokuraturę w sprawie ustawiania meczów przez Bari. 22 listopada 2012 r. w meczu z Rubinem był kapitanem Nerazzurrich. Bramka, jaką zdobył 15 grudnia w meczu z Bologną, dała Mediolańczykom awans do półfinału Pucharu Włoch. Początek sezonu 2012/13 miał obiecujący, potem jednak braki w koncentracji doprowadziły do licznych błędów, co spowodowało m.in., że został ogłoszony przez Goal.com najgorszym graczem Serie A. Z Interem wiąże go umowa do czerwca 2015 r. na mocy której rocznie otrzymuje 1,7 mln euro. Z dniem 10 lipca 2014 r. został nowym kapitanem Interu Mediolan. Zastąpił on Javiera Zanettiego, który zakończył karierę. Z końcem sezonu odebrano mu opaskę kapitana, na co wpłynęła w dużej mierze bardzo słaba forma piłkarza.

## Kariera reprezentacyjna
Po pół roku gry w Arezzo Ranocchia otrzymał powołanie do kadry U-20. Tam też się sprawdził i jeszcze w tym samym roku został przesunięty do reprezentacji U- 21. 21 sierpnia 2007 podczas wygranego 2:1 meczu z Francją Ranocchia zadebiutował w reprezentacji Włoch do lat 21. W lipcu 2008 Pierluigi Casiraghi umieścił piłkarza na rezerwowej liście kadry na Igrzyska Olimpijskie w Pekinie. W 2009 Ranocchia znalazł się w 23-osobowym zespole powołanym na mistrzostwa Europy do lat 21, na których wywalczył wraz z reprezentacją brązowy medal. 17 listopada 2010 roku zadebiutował w seniorskiej reprezentacji Włoch w spotkaniu z Rumunią (1:1), rozegranym w austriackim Klagenfurcie. Znalazł się w szerokiej kadrze reprezentacji Włoch na Euro 2012, jednak selekcjoner Cesare Prandelli zdecydował się pozostawić go w kraju.

## Statystyki reprezentacyjne
| Lp. | Data                 | Miejsce                           | Rywal       | Wynik | Rozgrywki               | Minuty |
| --- | -------------------- | --------------------------------- | ----------- | ----- | ----------------------- | ------ |
| 1   | 17 listopada 2010    | Hypo-Arena, Klagenfurt            | Rumunia     | 1:1   | mecz towarzyski         | 90     |
| 2   | 9 lutego 2011        | Signal Iduna Park, Dortmund       | Niemcy      | 1:1   | mecz towarzyski         | 90     |
| 3   | 3 czerwca 2011       | Stadio Alberto Braglia, Modena    | Estonia     | 3:0   | eliminacje do EURO 2012 | 90     |
| 4   | 10 sierpnia 2011     | Stadio San Nicola, Bari           | Hiszpania   | 2:1   | mecz towarzyski         | 76     |
| 5   | 2 września 2011      | Tórsvøllur, Torshavn              | Wyspy Owcze | 1:1   | eliminacje do EURO 2012 | 90     |
| 6   | 6 września 2011      | Stadio Artemio Franchi, Florencja | Słowenia    | 1:0   | eliminacje do EURO 2012 | 90     |
| 7   | 11 listopada 2011    | Stadion Miejski, Wrocław          | Polska      | 2:0   | mecz towarzyski         | 90     |
| 8   | 15 listopada 2011    | Stadion Olimpijski, Rzym          | Urugwaj     | 0:1   | mecz towarzyski         | 90     |
| 9   | 6 lutego 2013        | Amsterdam ArenA, Amsterdam        | Holandia    | 1:1   | mecz towarzyski         | 17     |
| 10  | 31 maja 2013         | Stadio Renato Dall’Ara, Bolonia   | San Marino  | 4:0   | mecz towarzyski         | 90     |
| 11  | 11 października 2013 | Parken, Kopenhaga                 | Dania       | 2:2   | El. MŚ 2014             | 90     |
| 12  | 18 listopada 2013    | Craven Cottage, Londyn            | Nigeria     | 2:2   | mecz towarzyski         | 90     |

## Sukcesy
Klubowe
- Puchar Włoch: 2011

Reprezentacyjne
- Mistrzostwa Europy U-21 2009:  Brąz

Indywidualne
- Najbardziej obiecujący obrońca Serie A: 2008[19]
- Premio Armando Picchi: 2011
- Gran Galà del calcio AIC: jedenastka roku 2011

## Życie prywatne
Jest synem Claudii i Marca Ranocchia. Dorastał w miejscowości Bastia Umbra. Lubi czytać książki, np. Paulo Coelho. Jego pasją, którą przejął od ojca, są filmy z Jamesem Bondem.